# Montgrony
Montgrony (o Mogrony) es una entidad de población del municipio de Gombreny, en la comarca del Ripollés, provincia de Gerona, España. Solo hay tres edificios, las iglesias de San Pedro y laVirgen y una hospedería que fue renovada a finales del siglo XX. Una pista une Montgrony con la carretera de Campdevánol a Guardiola de Berga (GI-402).
La iglesia de Santa María y la hospedería se hallan adosadas a un escarpe que separa el Pla de la Feixa, a 1.300 m, del Pla de Sant Pere, a 1.500 m, donde se halla la iglesia homónima. Al nordeste, por detrás, se encuentra la sierra de Sant Pere, que culmina en el Puig de Sant Pere, de 1.643 m. La misma pista que asciende desde Gombreny, penetra al oeste de la sierra por el valle de Sant Ou en las Planelles, donde se halla el refugio forestal de Les Planelles, y un poco más al norte, la sierra de Montgrony, que culmina en el pico de Costa Pubilla, a 2.056 m, y separa el término de Gombreny del valle del río del Rigat y Planolas.

## Monumentos históricos
- Santa María de Montgrony, en un escarpe a 1.370, adosado a la roca, por debajo de la iglesia de San Pedro. Es un santuario mariano del obispado de Vich donde se venera una imagen de la Virgen.
- San Pedro de Montgrony es una iglesia situada en un llano de la sierra de San Pedro, a 1.408 m, por encima de la capilla de Santa María. Posee una gran nave con ábsides y dos absidiolos en forma de cruz o trébol. De esta iglesia se conservan los laterales del altar en el Museo Episcopal de Vich, consistentes en dos tablas con la representación de San Pedro y San Pablo. Documentada desde el año 899, fue restaurada entre 1818 y 1915, con una última restauración en la década de 1960.[1]